# Купи меня
«Купи́ меня́» — российский драматический триллер режиссёра Вадима Перельмана.
Премьера фильма состоялась 23 июня 2017 года в основном конкурсе 39-го Московского международного кинофестиваля.
В широкий прокат в России фильм вышел 1 марта 2018 года.

## Сюжет
Москвичка Катя Королёва, студентка филологического факультета, выигравшая грант на изучение архивов русского поэта Владислава Ходасевича в Париже, втайне от матери вместо поездки на учебную стажировку отправляется в Абу-Даби, чтобы построить там «карьеру в модельном бизнесе». В итоге она фактически оказывается в числе девушек, которые за деньги должны ублажать арабских шейхов. Благодаря устроенному Катей скандалу группу «моделей» высылают обратно в Россию.
Вернувшись в Москву, искательница приключений Катя с двумя новоиспечёнными подругами-провинциалками Лизой и Галей снимают одну квартиру на троих и начинают жить за счёт состоятельных мужчин, как правило, женатых. Более опытные подруги учат наивную Катю, как правильно охотиться на олигархов, чтобы обеспечить себе роскошное и беззаботное будущее.
У каждой из девушек — своя амбициозная цель. Галя мечтает о шикарном «Порше», Лиза — о «принце на белом коне» (крупном бизнесмене Косте). А для Кати этот образ жизни, сопровождающийся кокаином, алкоголем и развратом, — просто приключение на время каникул, циничный эксперимент. В погоне за мечтой о красивой жизни подругам предстоит сделать непростой выбор и чем-то пожертвовать.

## В ролях
- Юлия Хлынина — Катя Королёва, студентка филологического факультета
- Анна Адамович — Лиза
- Светлана Устинова — Галя
- Микаэль Джанибекян — Сурен
- Анатолий Кот — Дима, личный охранник бизнесмена Кости
- Иван Добронравов — Миша, менеджер в автосалоне
- Владимир Кошевой — Костя, крупный бизнесмен
- Евгения Крюкова — Ольга, мать Кати
- Александр Обласов — таксист
- Денис Синявский — Семён Сергеевич, директор автосалона
- Евгения Дмитриева — жена Семёна Сергеевича
- Сабина Ахмедова — Ханна, сутенёр
- Клим Шипенко — врач-анестезиолог
- Николай Захаров — Слава
- Максим Аль-Намес — арабский шейх

## Отзывы
Евгений Новицкий в рецензии, опубликованной ИА «Иркутск онлайн», считает, что «фильм выглядит вопиюще устаревшим» и это «очередной бездуховный фильм, который с бездуховностью якобы борется».
Согласно Новицкому:
С одной стороны, перед нами осовремененная перепевка перестроечной «Интердевочки» (причём, ничего принципиально нового по сравнению с той лентой у Перельмана нет). С другой стороны, «Купи меня» выглядит запоздалым продолжением линии, разработанной в фильмах «Глянец» и «Духless».